# الاختلافات النصية في رسالة أفسس
الاختلافات النصية في رسالة أفسس او رسالة الى اهل أفسس (بالإنجليزية: Textual variants in the Epistle to the Ephesians ) هي موضوع دراسة الاختلافات النصية في المخطوطات او ترجمات عندما يقوم الناسخ بإجراء تحريفات متعمدة أو غير مقصودة في مخطوطة على النص الذي يتم إعادة إنتاجه او ترجمته وترد في هذه المقالة أدناه قائمة مختصرة من المتغيرات النصية في هذي رسالة بالذات.

## الاختلافات النصية الموجودة
وَأُنِيرَ الْجَمِيعَ فِي مَا هُوَ شَرِكَةُ السِّرِّ الْمَكْتُومِ مُنْذُ الدُّهُورِ فِي اللهِ خَالِقِ الْجَمِيعِ بِيَسُوعَ الْمَسِيحِ ( افسس 3: 9 ) التراجم العربية التي كتبت كلمة {الجميع} الفانديك,الحياة, البولسية, المبسطة, المشتركة , التراجم العربية التي حذفته اليسوعية, الكاثوليكية, كلمة {الجميع} غير موجودة في مخطوطات الاسكندرية ومخطوطات السينائية في الاصل ولكن تم اضافة كلمة فيها, يقول علماء نص نقدي ان سبب الحذف هو ان ناسخ اعتقد انها اضافة من ناسخ الذي سبقه لانه ظن انها تعارض كلام في عدد 8 عن الامم. فقرر ان يصحح ما اعتقده خطأ فحرفها التراجم العربية التي كتبت {بِيَسُوعَ الْمَسِيحِ} فاندايك التراجم العربية التي حذفته الحياة يسوعية البولسية الكاثوليكية المشتركة المبسطة, المقطع غير موجود في مخطوطات السينائية والفاتيكانية والاسكندرية والافرايمية والفلجاتا والترجمات القبطية
بِسَبَبِ هذَا أَحْنِي رُكْبَتَيَّ لَدَى أَبِي رَبِّنَا يَسُوعَ الْمَسِيحِ .( افسس 3: 14 ) تراجم العربية التي كتبت المقطع فاندايك. التراجم العربية التي حذفته الحياة يسوعيةالبولسيةالكاثوليكية السارة المشتركة المبسطة غير موجودة في مخطوطات موجود في السينائية والاسكندرية والفاتيكانية والافرايمية والقبطي الصعيدي والبحيري والاثيوبي وجورجي وبعض الفلجاتا والبردية 46 كما اقتباس أوريجانوس وميثوديوس  وباسيليوس الانقيري وأثناسيوس وكيرلس الأورشليمي وديديموس ويوحنا الدمشقي وجيروم النص الذي لا يحتوي على مقطع ربنا يسوع المسيح
لأَنَّنَا أَعْضَاءُ جِسْمِهِ، مِنْ لَحْمِهِ وَمِنْ عِظَامِهِ. ( أفسس 5: 30 ) غير موجودة في بردية 46 ومخطوطات الفاتيكانية والاسكندرية والترجمة القبطية  والسينائية قبل ما يتم اضافة المقطع فيها, يقال ان سبب حذف هو نهايات المتشابهات حيث ان عين نساخ غافب عن المقطع